# 镧系收缩
镧系收缩是指元素週期表第6週期的镧系元素——从镧（57）到镥（71）——的原子半径和离子半径在总体上比预期值小的现象，以及与它相关的一系列效应。
| 元素              | La     | Ce        | Pr     | Nd     | Pm      | Sm     | Eu     | Gd        | Tb     | Dy      | Ho      | Er      | Tm      | Yb      | Lu         |
| ----------------- | ------ | --------- | ------ | ------ | ------- | ------ | ------ | --------- | ------ | ------- | ------- | ------- | ------- | ------- | ---------- |
| 原子价层 电子排布 | 5d16s2 | 4f15d16s2 | 4f36s2 | 4f46s2 | 4f56s2  | 4f66s2 | 4f76s2 | 4f75d16s2 | 4f96s2 | 4f106s2 | 4f116s2 | 4f126s2 | 4f136s2 | 4f146s2 | 4f145d16s2 |
| Ln3+外围电子排布  | 4f0    | 4f1       | 4f2    | 4f3    | 4f4     | 4f5    | 4f6    | 4f7       | 4f8    | 4f9     | 4f10    | 4f11    | 4f12    | 4f13    | 4f14       |
| Ln3+半径（pm）    | 106.1  | 103.4     | 101.3  | 99.5   | (97.9)  | 96.4   | 95.0   | 93.8      | 92.3   | 90.8    | 89.4    | 88.1    | 86.9    | 85.8    | 84.8       |
| Ln原子半径（pm）  | 187.7  | 182.4     | 182.8  | 182.1  | (181.0) | 180.2  | 204.2  | 180.2     | 178.2  | 177.3   | 176.6   | 175.7   | 174.6   | 194.0   | 173.4      |

## 成因
简言之，这种效应是由于4f电子的屏蔽效应不完全造成的，与d区过渡元素收缩的原因类似。
在多电子原子中，如果不考虑同带负电的电子之间的排斥作用，那么电子与核的平均间距主要是由它所处的亚层所决定的。在电子能层不变的前提下，随着核电荷数的增加，原子核对电子的吸引作用增强，电子与核的平均间距将会减少，并导致原子半径的缩小。但实际上，多电子原子中由核电荷增大引起的原子半径减少会因为电子之间的排斥作用而被部分地抵消（屏蔽效应），即当电子逐渐填充到外层的原子轨道时，内层的电子会部分地屏蔽掉原子核所产生的电荷，使外层电子所感受到的实际电荷比核电荷数要小。对于同一能级的电子，屏蔽效应按照s，p，d，f的顺序递减。通常来说，当一个周期中的某个亚层被逐渐地填入电子时，原子半径将会下降。这一特点在镧系中表现得尤为显著。这是因为，这些元素中4f亚层上的电子不能很好地减少外层电子（n=5和n=6）所感受到的核电荷，无法有效地抵消因核电荷增加而产生的半径减少。这样就会造成“镧系收缩”现象。镧系元素的离子半径从镧(III)的106.1 pm一直减少到镥(III)的84.8 pm。
镧系元素离子半径的收缩要比原子半径的收缩大得多，这是因为镧系元素的离子比原子少一个电子层，4f电子在离子中处于第一内层，比在原子中居于第二内层的4f电子对原子核的屏蔽作用要小，因此镧系金属离子半径的收缩要比原子半径的收缩明显。銪和鐿反常高的原子半径，以及鈰较小的原子半径可以看作是洪德规则使电子构型改变的结果。非三价镧系元素离子（如Ln2+、Ln4+）的离子半径也有与三价离子的离子半径类似的收缩现象。
镧系收缩现象中有大约10%可以归结为相对论效应的影响。

## 效应
镧系元素外层电子所感受到的有效核电荷的增大造成了以下的效应。每一个效应有时都可以叫做“镧系收缩”。
- 镧系元素的原子半径比起正常情况下的预期值要小；
- 镧系元素的离子半径从镧的1.061Å一直降低到镥的0.848Å；
- d区的第三过渡系元素的原子半径只比第二过渡系元素大一点点；
- 镧系之后的元素的半径比起没有f区过渡元素时的推定值要小；
- 从铈到镥，镧系元素的维氏硬度、布氏硬度、密度与熔点总体呈现上升趋势（銪和镱是最大的例外：在金屬態下，兩者是+2價而非+3價）。在镧系元素中，镥的硬度最高，密度最大，熔点也最高。

## 镧系元素的化学性质
由于镧系元素的外层电子排布并不随原子序数增加而改变，因此它们之間的化学性质是极为相似的。但是镧系收缩現象的存在使其原子半径与离子半径产生不同，从而影响它们的化学性质，增加了彼此間化學性質的相異性。如果没有镧系收缩现象，镧系元素的分离将会变得极为困难。
镧系元素+3价离子的离子半径这种单向而有规律的幅度不大的收缩，除了使它们的性质十分相似之外，还使其化学性质的变化呈现出相当的规律性和连续性。例如，随着镧系元素原子序数的增大，镧系金属的碱性逐渐减弱，形成氢氧化物沉淀的pH降低，盐类溶解度一般增大，二元化合物共价性增高，配位数减小，配合物稳定性增强等等。以上这些稀土元素的性质差异正是分级沉淀、分级结晶、溶剂萃取、离子交换等方法分离稀土元素的依据。

## 对其他元素的影响
元素周期表中位於镧系元素之後的所有元素都受到镧系收缩的影响。镧系收缩的存在造成第六周期的过渡元素与第五周期同族元素的半径十分相近，化學性質亦非常相似，使得第五周期与第六周期的同族过渡金属的分离变得十分困难。其中受影響程度最大的便是緊隨在鑭系元素之後的72號元素鉿。
金属锆（Zr，第五周期元素）的原子半径是1.59 Å，而同族的铪（Hf，第六周期元素）的原子半径是1.56 Å。Zr4+的离子半径是0.79 Å，而Hf4+的是0.78 Å。尽管原子序数从40增加到72，而相对原子质量从91.22 g/mol增加到178.49 g/mol，两个元素的半径却十分相近。由于相对原子质量显著增加，而半径几乎不变，使得密度从锆的6.51 g/cm3显著地增加到铪的13.35 g/cm3。
因此，锆与铪有着極為相似的化学性质，它们有着十分相似的半径和电子排布，由于这种相似性，自然界中的铪总是与锆共生，而锆的含量往往要比铪高得多，这使得铪的发现比起锆晚了134年（锆于1789年被发现，而铪则在1923年才被人们发现）。
镧系收缩的另一个结果是使第五周期的Y3+的离子半径（0.88 Å）落在镧系元素序列的Er3+（0.881 Å）附近，因此钇常与镧系元素共生于自然界中，钇的化学性质也与镧系元素（尤其是重镧系元素）的化学性质极为相似，难以相互分离。釔和镧系元素合稱為稀土元素，總是在礦床中相互混雜、共生。